# Nashville (Indiana)
Nashville é uma cidade  localizada no estado americano de Indiana, no Condado de Brown.

## Demografia
Segundo o censo americano de 2000, a sua população era de 825 habitantes.
Em 2006, foi estimada uma população de 796, um decréscimo de 29 (-3.5%).

## Geografia
De acordo com o United States Census Bureau tem uma área de
2,5 km², dos quais 2,5 km² cobertos por terra e 0,0 km² cobertos por água. Nashville localiza-se a aproximadamente 183 m acima do nível do mar.

## Localidades na vizinhança
O diagrama seguinte representa as localidades num raio de 28 km ao redor de Nashville.